# Wujek Boonmee, który potrafi przywołać swoje poprzednie wcielenia
Wujek Boonmee, który potrafi przywołać swoje poprzednie wcielenia (tajski: ลุงบุญมีระลึกชาติ, ang. Uncle Boonmee Who Can Recall His Past Lives) – film tajskiego reżysera Apichatponga Weerasethakula z 2010 roku; film nagrodzony został Złotą Palmą podczas 63. Międzynarodowego Festiwalu Filmowego w Cannes.

## Fabuła
Film koncentruje się na ostatnich dniach życia tytułowego bohatera, wujka Boonmee'a. Wraz ze swoimi bliskimi - w tym z duchem jego zmarłej żony, oraz syna marnotrawnego, który wrócił w innej formie niż ludzkiej - Boonmee bada swoje poprzednie wcielenia, jednocześnie rozważając przyczyny swojej choroby.

## Obsada
- Thanapat Saisaymar(inne języki) jako Wujek Boonmee
- Jenjira Pongpas(inne języki) jako Jen
- Sakda Kaewbuadee(inne języki) jako Thong
- Natthakarn Aphaiwong jako Huay, żona Boonmee'a
- Jeerasak Kulhong jako Boonsong, syn Boonmee'a
- Kanokporn Thongaram(inne języki) jako Roong, przyjaciółka Jen
- Samud Kugasang(inne języki) jako Jai, szef Boonmee'a
- Wallapa Mongkolprasert(inne języki) jako Księżniczka
- Sumit Suebsee(inne języki) jako Żołnierz
- Vien Pimdee(inne języki) jako Rolnik